# Genaro Estrada
Pour les articles homonymes, voir Estrada.
Genaro Estrada Félix (2 juin 1887–29 septembre 1937) est un homme politique, diplomate, historien et écrivain mexicain.
Il a vécu pendant la période de la révolution au Mexique et les premières années de la nouvelle république. En dépit de l'agitation de la période, c'était un diplomate de la vieille école latino-américaine, également auteur de romans et d'autres travaux.

## Biographie
Genaro Estrada Félix fut ministre des Affaires étrangères de Pascual Ortiz Rubio juste après que les États-Unis eurent envahi le Nicaragua en 1926.
Il a rédigé la doctrine Estrada, d'abord connue sous le nom de doctrine du Mexique, qui condamne l'idée même de reconnaissance étatique comme insulte à une nation.
Paul Morand dont il fut l’hôte lors d’un voyage au Mexique en fait le portrait dans Hiver caraïbe.
Estrada a démissionné quand le Nicaragua est devenu l'allié des États-Unis.